# 巴尼奧斯
1°23′47″S 78°25′29″W / 1.39639°S 78.42472°W

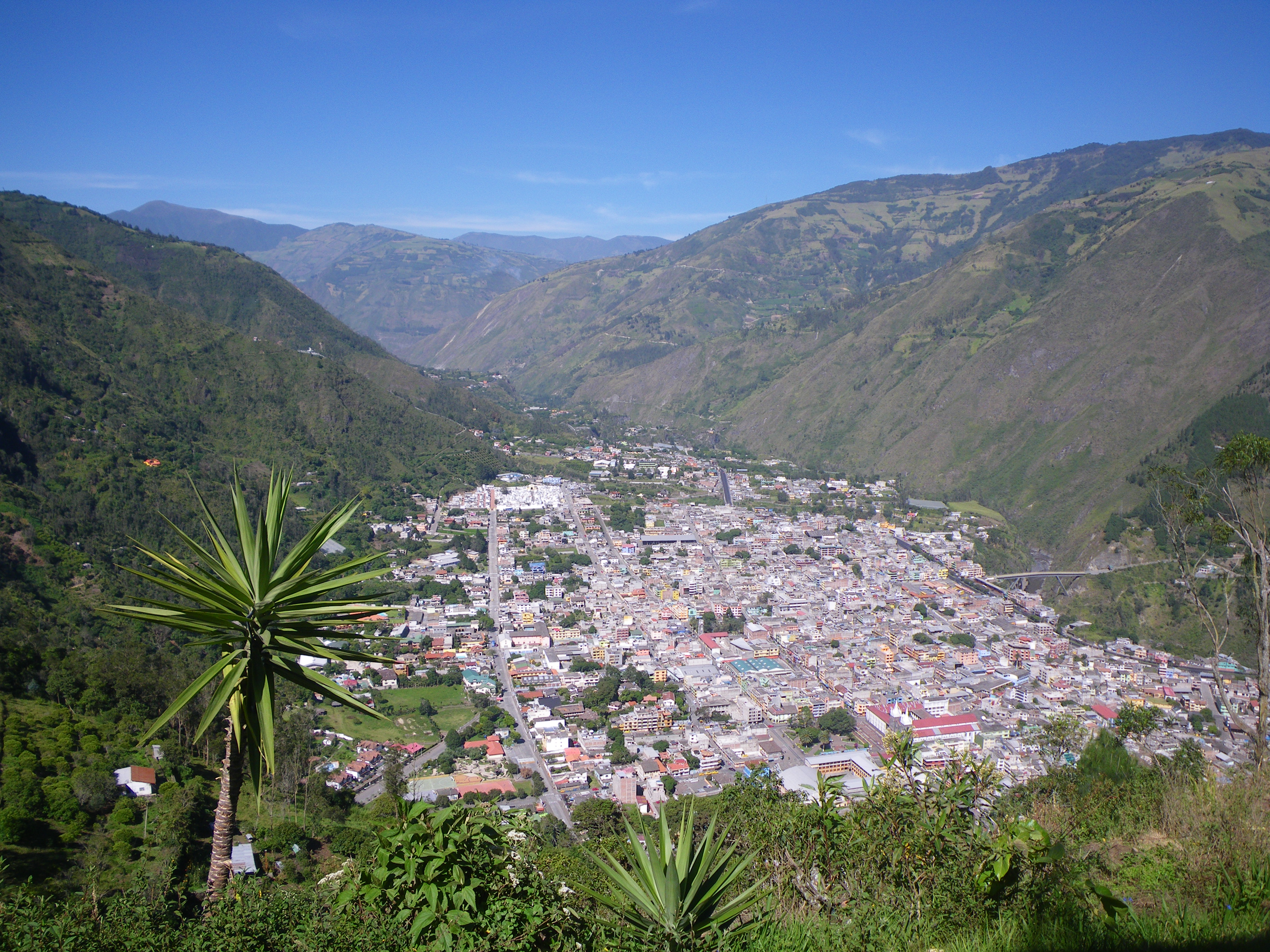

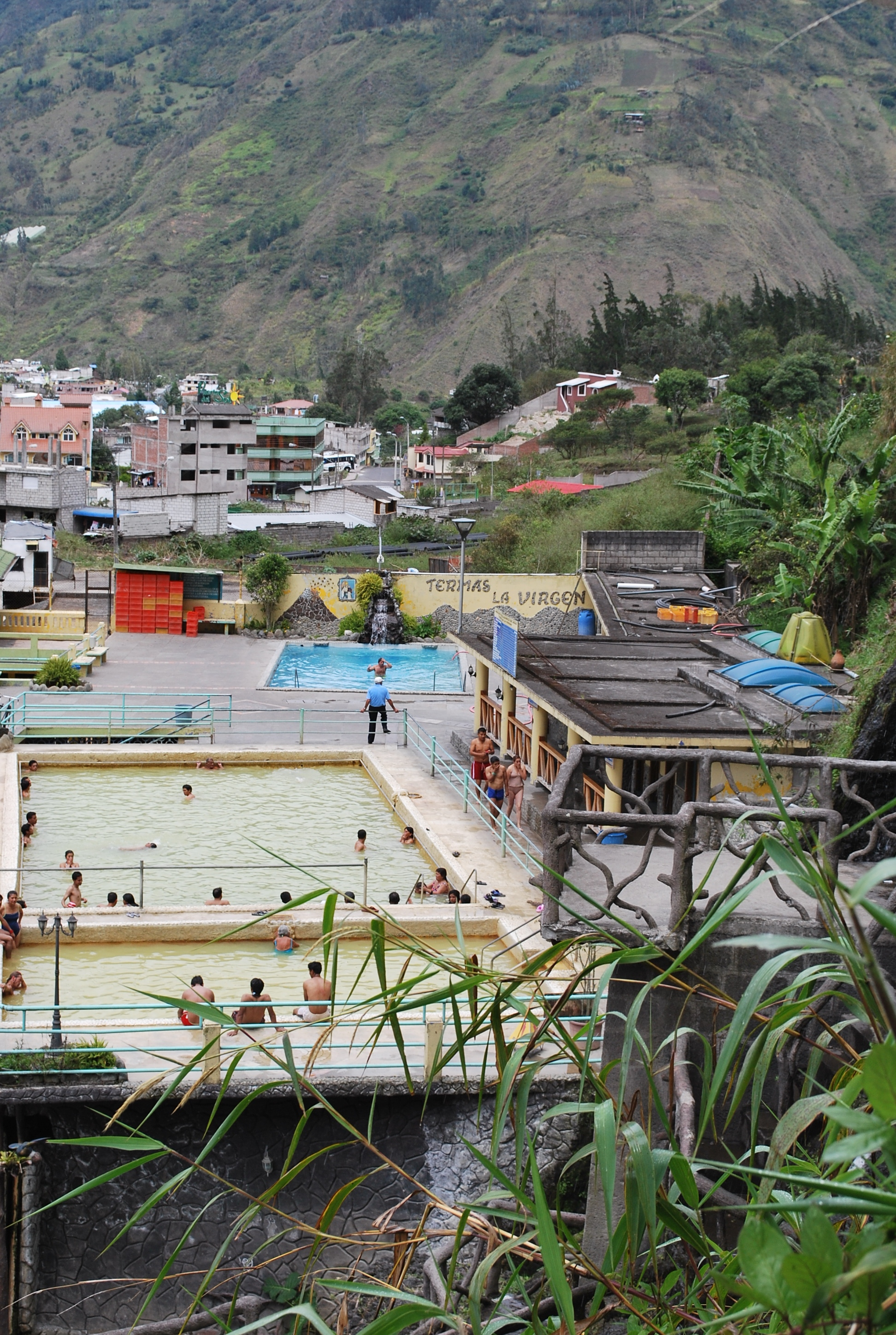

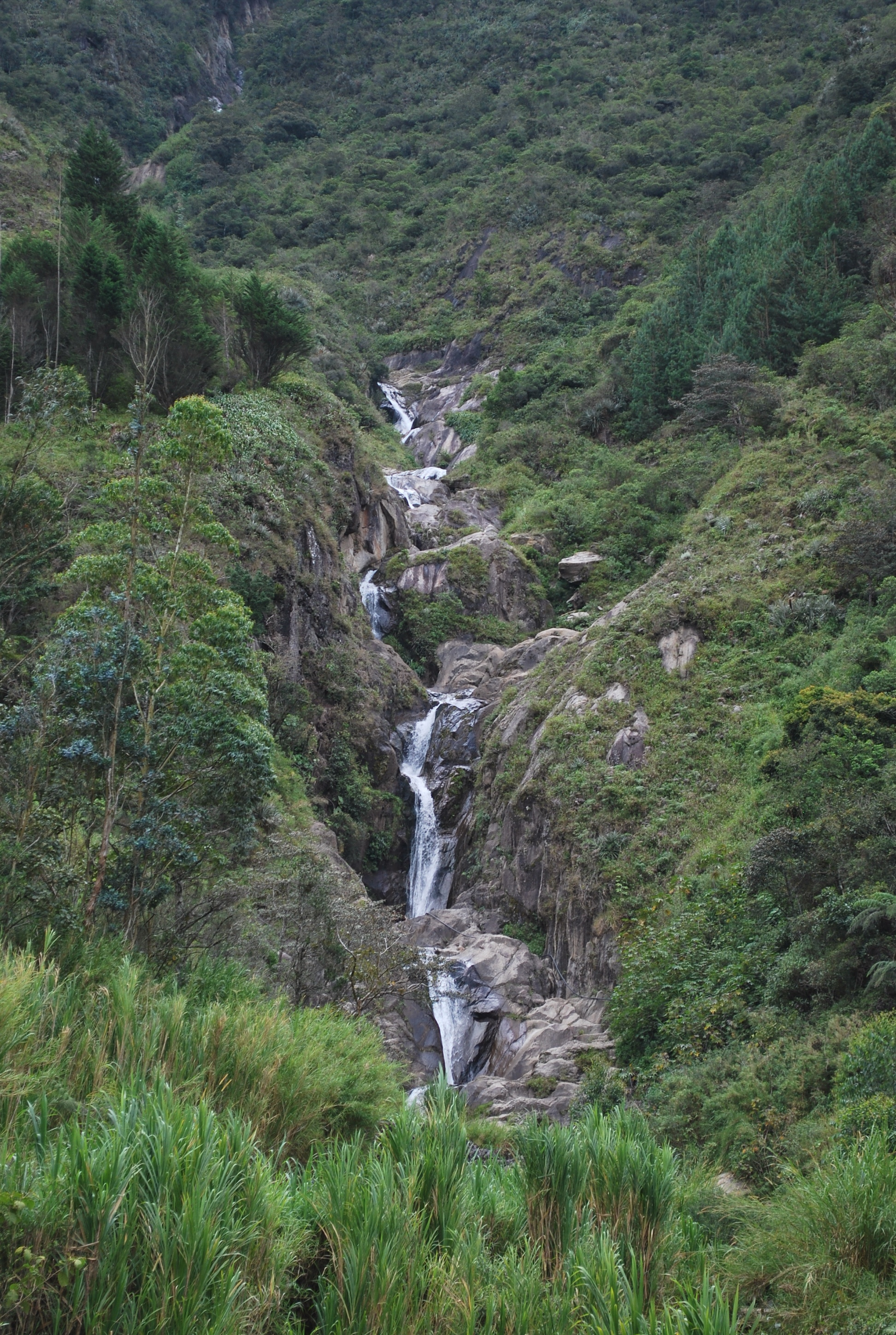

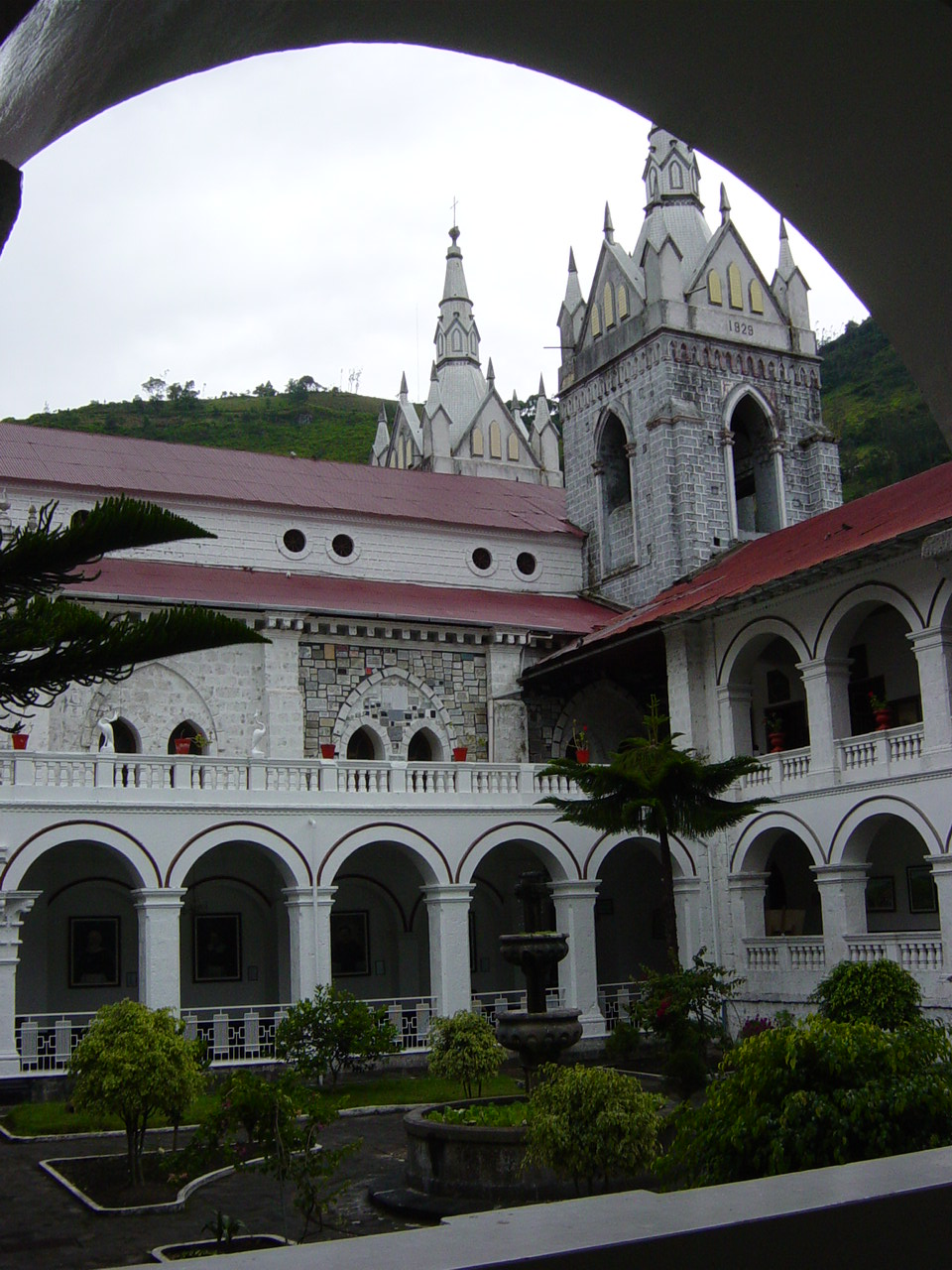

巴尼奧斯（西班牙語：Baños），是厄瓜多爾的城鎮，位於該國中部，由通古拉瓦省負責管轄，處於通古拉瓦火山北面山腳，是巴尼奧斯縣的首府，海拔高度1,820米，2010年人口14,653。